# Sahraa Karimi
Sahraa Karimi (Teherán, 21 de mayo de 1983) es una documentalista, directora y productora de cine afgano. En mayo de 2019 se convirtió en la primera mujer directora general de Afghan Film la agencia estatal de cine afgano. Es la primera y la única mujer en Afganistán que tiene un doctorado en cine y dirección.

## Biografía
Hija de refugiados que huyeron de Afganistán en busca de una nueva vida en Irán Sahraa creció en Teherán con el persa como lengua materna. Se introdujo por primera vez en el mundo del cine en Irán como actriz no profesional coprotagonizando como Soghra Karimi las películas Daughters of the Sun (2000) dirigida por Maryam Shahriar sobre la historia de una niña a la que su familia viste de niño para que trabajar en una zona rural que ganó varios premios internacionales, entre ellos el Grand Prix Award en el Festival Internacional de Bratislava en 2001 y White Dream (2003) dirigida por Hamid Jebeli, siendo la primera niña afgana en trabajar en el cine iraní. Posteriormente completó sus estudios en Praga. A los 17 años se trasladó a Eslovaquia donde vivió como refugiada política. Estudió dirección de cine documental en Eslovaquia y dirección de cine de ficción en Famo, la escuela de cine de la república Checa.
Recibió su doctorado en Cine (dirección de cine de ficción y escritura de guiones) de la Academia de las Artes Escénicas en Bratislava, Facultad de Cine y Televisión. Light Breeze, un documental realizado durante su periodo de formación ganó el premio Slnko v sieti, uno de los premios cinematográficos más importantes de Eslovaquia como Mejor Cortometraje de Ficción.
Cuando terminó la universidad volvió a Afganistán donde ha vivido de manera estable. Cuando llegó tenía el objetivo de profundizar en el idioma, los hábitos sociales, la cultura y la realidad de su país. Durante cuatro años se dedicó a observar y tomar nota mientras trabajó durante dos años con UNICEF.
En Kabul ayudó a crear la Kapila Multimedia House, para apoyar el cine independiente afgano. En 2019 se convirtió en la primera mujer presidenta de Afghan Film, organización estatal de cine afgano fundada en 1968. Fue la única mujer que solicitó el trabajo y compitió contra otras cuatro personas, todas ellas hombres.
Su primer trabajo profesional fue el documental Searching for Dream presentado en el Festival Internacional de Cine de Dhaka en 2006. En 2009 presentó el documental filmado en Afganistán "Mujeres afganas detrás del volante", que ganó alrededor de 20 premios en los principales festivales de cine, incluidos los premios de la Academia en Eslovaquia y el mejor documental en el 13 ° Festival Internacional de Cine de Dhaka.
En 2019, dirigió la película "Hava, Maryam, Ayesha", filmada en Afganistán y posproducida en Irán, se estrenó en el Festival de cine de Venecia donde fue  nominada para el Premio Orizzonti / Horizon (Premio a la mejor película).
En agosto de 2021 durante el avance de los talibanes en la reconquista de Afganistán hizo un llamamiento internacional reclamando a las comunidades cinematográficas del mundo no dar la espalda a la población afgana.
El 17 de agosto, Sahraa Karimi comunicó a sus seguidores que había logrado escapar de Kabul. Había sido evacuada junto a otras 11 personas y se encontraba refugiada en Kiev, donde ha sido acogida por el gobierno ucraniano.

## Retratar la vida de las mujeres afganas
Los trabajos de Karimi tiene con frecuencia como protagonistas a las mujeres afganas. En ellos denuncia su discriminación pero también su fortaleza y resistencia. En el documental Afghan Women Behind the Wheel (2009) (Mujeres afganas detrás del volante) aborda la vida de las primeras mujeres en Afganistán que obtuvieron el carné de conducir.
Parlika es el nombre de una mujer afgana defensora de los derechos de la mujer.
En su primera película de ficción, Hava, Maryam, Ayesha (2019) narra la historia de tres mujeres embarazadas que toman las riendas de su destino.

## Trabajos
Karimi ha dirigido y producido 30 cortos de ficción, dos documentales y un largometraje. Entre sus trabajos destacan:
- Afghan Women Behind the Wheel (2009) (Mujeres afganas detrás del volante), documental. Eslovaquia. Directora[17]
- Nasima, (2013) corto. Productora
- Parlika (2016), documental, directora y guionista[17]
- Memoirs of an Immigrant Girl
- In Search of Fantasy
- Uno sguardo alla Terra (2018) documental. Participante.
- Hava, Maryam, Ayesha (2019) directora, guionista y productora[3]

## Premios y reconocimientos
Sharaa ha participado en más de ciento cincuenta festivales internacionales de cine. 
"Afghan Women Behind the Wheel" ha recibido más de 25 premios en los principales festivales de cine de todo el mundo. Entre ellos el premio al mejor documental en el Dhaka International Film Festival 2014.